# Боровенск
Боровенск — село в Мосальском районе Калужской области России. Административный центр сельского поселения «Село Боровенск».

## География
Село находится на юго-западе региона, у реки Боровенка на расстоянии 71 километров от Калуги и 213 километров от Москвы. Находится на расстоянии 183 метров над уровнем моря. К селу с запада примыкает деревня Боровенка.

### Климат
Климат умеренно континентальный с резко выраженными сезонами года: умеренно жарким и влажным летом и умеренно холодной зимой с устойчивым снежным покровом. Средняя температура июля до +21, января от −12 °C до −8. Тёплый период (с положительной среднесуточной температурой) длится 220 дней.

### Часовой пояс
Село Боровенск, как и вся Калужская область, находится в часовой зоне МСК (московское время). Смещение применяемого времени относительно UTC составляет +3:00. 

## Население
| 2002 | 2010 |
| ---- | ---- |
| 159  | ↘147 |

### Гендерный состав
По данным Всероссийской переписи населения 2010 года в гендерной структуре населения мужчины составляли 53,7 %, женщины — соответственно 46,3 %.

### Национальный состав
Согласно результатам переписи 2002 года, в национальной структуре населения русские составляли 83 %.

## Инфраструктура
Боровенский фельдшерско-акушерский пункт.
Сельская администрация.

## Достопримечательности
В Боровенске расположена Церковь Успения Пресвятой Богородицы основанная в XV веке. Церковь сделана из кирпича, ранее была монастырским собором. Заложена игуменом Гедеоном (Ротенским) в 1754 году. Дата последней постройки 1754-1766. В 1764 году обитель была обращена в приходскую церковь. В XVIII в. монастырь был приписан то к Александро-Невской лавре, то к Новоиерусалимскому монастырю. Закрыта в 1935, использовалась как склад, в настоящее время пустует.

## Транспорт
К селу идёт просёлочная дорога от региональной автодороги 29К-023.